# Вишнёвка (Первомайское сельское поселение)
Вишнёвка — хутор в Кашарском районе Ростовской области.
Входит в состав Первомайского сельского поселения.

## География

### Улицы
- ул. Большая Заречная,
- ул. Дружбы,
- ул. Заречная,
- ул. Зеленый Дол,
- ул. Майская,
- ул. Прудная,
- пер. Школьный.

## Население
| 2010 |
| ---- |
| 218  |